# Kis-Anyuj
A Kis-Anyuj  (oroszul: Малый Анюй) folyó Oroszország ázsiai részén, Csukcsföldön és Jakutföldön; az Anyuj egyik forrásága.

## Földrajz
Hossza: 718 km (738 km), vízgyűjtő területe: 49 800 km².
Az Anadir-fennsíkon ered. A Kis- és a Nagy-Anyuj találkozásával keletkezik az Anyuj, a Kolima 8 km hosszú mellékfolyója. 
A két nagy folyó között az Anyuj-hegység képez vízválasztót.
Kis-Anyuj október elejétől június elejéig befagy. Alacsony merülésű hajók számára az alsó szakasza hajózható.